# Passiu
El passiu, en la comptabilitat de partida doble recull les obligacions de la societat. El contraposat és l'actiu que recull tots els béns i drets que té la societat. La idea fonamental és que la suma de l'actiu ha de ser igual a la del passiu: o sigui, la suma dels béns i drets ha de ser igual a la suma d'obligacions que la societat va contreure per a obtenir-los. El passiu es divideix en dos grans grups:
- Fons propis, és la part del passiu que correspon als socis, i està format principalment pel capital social i els beneficis no repartits.
- Fons externs, és la part que es deu a entitats externes, està formada principalment pel saldo pendent de pagament als proveïdors i creditors, els imports rebuts en préstec dels bancs, els imports pendents de pagament a organismes públics (seguretat social i hisenda). Aquest apartat al mateix temps se separa en dos grups: a llarg termini, que compren tots els deutes de venciment superior a un any; i a curt termini, que engloba la resta de deutes.